# Joey Barton
Joseph Anthony "Joey" Barton (Huyton, 1982. szeptember 2. – ) angol labdarúgó, középpályás, edző.
Barton a főként a munkásosztály tagjai által lakott Huytonban, Merseyside megyében született és itt is nevelkedett. Ifiként az Everton akadémiáján is megfordult, de profi pályafutását már a Manchester Citynél kezdte meg 2002-ben. Öt éven át volt tagja a csapatnak, ezalatt minden sorozatot egybevéve több mint 150 alkalommal lépett pályára. 2007 februárjában debütált az angol válogatottban. Sokan értetlenül álltak behívása előtt, hiszen korábban nyíltan kritizálta a nemzeti csapat több tagját is. 2007 júliusában a Newcastle Unitedhez igazolt. Nem ment simán a transzfer, mivel Barton szerződésében volt egy kitétel, miszerint 300 ezer fontot kap a Citytől, ha anélkül adják el, hogy ő kérte volna transzferlistára helyezését. A manchesteriek ezt nem voltak hajlandóak kifizetni így hosszas csatározások után végül a Newcastle úgy döntött, 5,5 millió font helyett 5,8 milliót fizetnek érte, ezzel rendezve az ügyet. Eddigi egyetlen komoly trófeáját a Szarkáknál szerezte, amikor a Championship 2009/10-es kiírását megnyerte a csapattal.

## Gyermekkora
Barton Huytonban nőtt fel három öccsével együtt, amikor 14 éves volt, szülei elváltak. Édesapjával maradt és nagyanyja házában élt tovább. Későbbi nyilatkozataiban gyakran kiemelte, hogy a nagymama óriási erőfeszítéseket tett azért, hogy távol tartsa őt a drogoktól és más veszélyes dolgoktól. Munkabírását elmondása szerint édesapjától, Josephtől örökölte, aki ácsként dolgozott és mellette a félprofi Northwich Victoriában futballozott. Barton a St Thomas Beckets sportiskolába járt, ahol több sportágban is kipróbálta magát. Iskolaévei végén hét tantárgyból tett érettségi vizsgát.

## Pályafutása

### A kezdetek
Barton gyermekként mindig arról álmodott, hogy egyszer profi labdarúgó lesz, ezért hatalmas öröm volt a számára, amikor bekerült az Everton ifiakadémiájára. Korábban a Liverpoolnál is megfordult, de onnan hamar eltanácsolták. Több klubnál, köztük a Nottingham Forestnél is részt vett próbajátékon, de mindenhonnan elküldték, mondván, túl kicsi és gyenge, hogy labdarúgó legyen. Elmondása szerint ezek a kudarcok csak erőt adtak neki, mindenképpen meg akarta mutatni, hogy kritikusai tévednek. 1997-ben aztán a Manchester Cityhez került. 1999-ben debütált a kék mezesek U17-es csapatában, melynek alapembere maradt a következő három évben. A 2000/01-es idény végén a tartalékok között is bemutatkozhatott, de csapata kis híján elküldte, mivel nem voltak biztosak benne, hogy megállná a helyét a nagy csapatban is. Miután azonban alaposan átgondolták a döntést, a vezetők 2001 nyarán profi szerződést adtak neki. A következő két évben fontos tagja lett a tartalék csapatnak, a 2002/03-as szezonban aztán felkerült a felnőttek közé.

### Manchester City

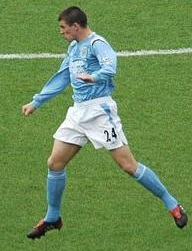
Barton fejel a Manchester Cityben

Joey Barton 2002 novemberében, a Middlesbrough ellen debütálhatott volna a Manchester City első csapatában, de a félidőben a cserepadon hagyta a mezét, mely eltűnt, mire visszatért. Végül 2003. április 5-én, egy Bolton Wanderers elleni mérkőzésen lépett pályára először tétmeccsen a felnőttek között. Két héttel később, a Tottenham Hotspur ellen első gólját is megszerezte, 2-0-s győzelemhez segítve klubját. A 2002/03-as évad utolsó hét meccsén kivétel nélkül kezdőként lépett pályára.
Első profi idényében olyan jó benyomást tett a City vezetőire, hogy 2003 áprilisában új, egyéves szerződést kapott tőlük. A 2003/04-es idényben már több lehetőséghez jutott, és miután második gólját is megszerezte, behívót kapott az U21-es angol válogatottól a Macedónia és Portugália elleni U21-es Eb-selejtezőkre.
Egy Tottenham elleni FA Kupa-meccsen megkapta első piros lapját, meglehetősen furcsa körülmények között. Csapata 3-0-s hátrányban volt az első félidő lefújásakor, a rossz eredmény miatt ideges Barton vitatkozni kezdett a játékvezetővel, aki játékon kívül kiállította. Az emberhátrány ellenére a Manchester City végül 4-3-ra megnyerte a találkozót. 2004. április 17-én dühösen kiviharzott a City of Manchester Stadionból, miután megtudta, hogy nem került be a Southampton elleni meccskeretbe. A szezon során összesen 39 meccsen lépett pályára és egy gólt szerzett. A szurkolókat olyannyira meggyőzte jó teljesítményével, hogy megválasztották az év fiatal játékosának.
2004. július 25-én, egy Doncaster Rovers elleni barátságos mérkőzésen csúnyán felrúgta az ellenfél egyik játékosát, amiből tömegverekedés alakult ki a pályán. Szeptember 22-én új, 2007-ig szóló szerződést kapott, de a Man City vezetői már 2004 decemberében fontolóra vették, hogy elküldik a csapattól, mivel a karácsonyi ünnepségen cigarettacsikket nyomott egy fiatal játékos, Jamie Tandy szemébe, miután észrevette, hogy az megpróbálta felgyújtani a pólóját. Bartont hat heti fizetésmegvonással büntették, ezzel körülbelül 60 ezer fonttól esett el. Később elnézést kért a történtekért.
2005 nyarán a City Thaiföldön túrázott, Barton is a csapattal tartott, de idő előtt hazaküldték, miután rátámadt egy 15 éves Everton-szurkolóra, igaz, nem ő volt a kezdeményező. A fiatal fiú előbb szóban provokálta a középpályást, majd sípcsonton rúgta. A dühös Bartont csapattársának, Richard Dunne-nak kellett lefognia. A manchesteri klub később 120 ezer fontra büntette a játékost, aki 2005 tavaszán az akkori menedzser, Stuart Pearce tanácsára hét napra bevonult a Sporting Chance klinikára, ahol egy dühkezelő tanfolyamon vett részt.
Barton 2006 januárjában írásban kérte klubjától, hogy helyezzék átadólistára, de a City elöljárói nemet mondtak. Másnap ajánlat is érkezett érte a Middlesbrough-tól, de ezt is elutasították. Stuart Pearce szerette volna megtartani a játékost, ezért úgy döntött, megpróbál új szerződést aláíratni vele. Barton beismerte, hogy túl heves volt, amikor távozni szeretett volna és megkezdte az egyeztetéseket a klubbal egy új kontraktusról. 2006. július 25-én újabb négy évre kötelezte el magát a manchesteriekhez, ezzel véget vetve a jövőjével kapcsolatos találgatásoknak.
Egy darabig úgy tűnt, a dühkezelő tanfolyam jót tett neki és javul a viselkedése, de 2006. szeptember 30-án a kamerák láttára letolta a nadrágját és az alfelét mutatta az ellenfél szurkolói felé egy Everton elleni mérkőzés után. A megkérdezett futballisták és szakértők szerint érthető volt Barton reakciója, hiszen a liverpooli gárda drukkerei az egész meccs során őt próbálták kikezdeni. A merseyside-i rendőrség is vizsgálódott az ügyben, de októberben úgy döntöttek, lezárják az ügyet és nem rónak ki büntetést a játékosra. Az Angol labdarúgó-szövetség ezzel szemben 2 ezer fontra bírságolta és figyelmeztetésben részesítette, mondván, rossz színben tüntette fel a labdarúgást.

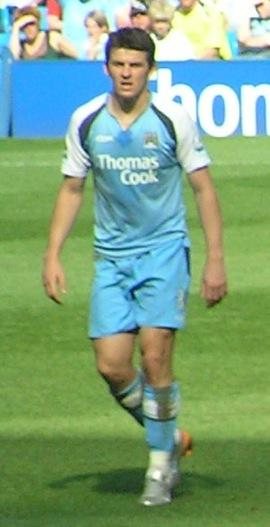
Joey Barton a City of Manchester Stadionban

2007 januárjában Barton ügynöke, Willie McKay azt nyilatkozta, hogy a Manchester City bárhová szívesen elengedné ügyfelét egy 5,5 millió fontos ajánlat esetén. Egyes hírek szerint az Everton vezetőedzője, David Moyes ezután fel is kereste a manchesterieket a játékossal kapcsolatban. Ő azonban nem akart menni és e McKay-nek tulajdonított nyilatkozatot is egyszerű pletykának titulálta.
Klubjában nyújtott nagyszerű teljesítményének köszönhetően 2007. február 2-án behívót kapott az angol válogatottba, annak ellenére, hogy korábban a csapat több tagját is élesen kritizálta. Azt kifogásolta, hogy a rosszul sikerült 2006-os világbajnokság után több angol játékos is önéletrajzi könyvet adott ki. Az általa megemlített játékosok közül Steven Gerrard pozitívan reagált, elismerte Bartont őszintesége miatt, Frank Lampardnak viszont nem esett jól a kritika. Barton február 7-én, egy Spanyolország elleni barátságos meccsen debütált a válogatottban, éppen Lampardot váltva a 78. percben. Az angolok 1-0-s vereséget szenvedtek.
2007. április 22-én ismét szókimondó nyilatkozatot adott, ezúttal a Cityt kritizálta a 2006/07-es szezonban nyújtott teljesítményéért és a csapat több játékosát is átlag alattinak nevezte. Stuart Pearce ezután megtiltotta neki, hogy ismét mikrofon elé álljon. Május 1-jén aztán ismét egy botránnyal hívta fel magára a figyelmet, amikor egy edzésen többször is megütötte csapattársát, Ousmane Dabót, mert az szerinte túl keményen próbálta meg szerelni. Dabo fejsérüléseket szenvedett és az egyik retinája is levált, ami miatt kórházba kellett szállítani. Az eset után az FA-vel együtt feljelentést tett Barton ellen, akit ezután letartóztatott és kihallgatott a manchesteri rendőrség. Az ügy bíróságra került, ahol Bartont négy hónap felfüggesztett szabadságvesztésre ítélték. Csapatától 100 ezer fontos büntetést kapott és a szezon végéig eltiltották. Végül mennie kellett a Manchester Citytől, bár mikor távozása okairól kérdezték, nem ezt az esetet, hanem a Stuart Pearce-szel való szóváltásokat hozta fel indokként.

### Newcastle United
Barton a Newcastle Unitedtől és a West Ham Unitedtől is kapott ajánlatot, végül az előbbi csapatot választotta. A fekete-fehérek 2007. június 14-én szerezték meg, 5,8 millió font ellenében. Elmondása szerint sikeréhsége és Sam Allardyce iránti tisztelete miatt mondott igent a Newcastle-nek. Július 17-én, egy Hartlepool United elleni barátságos meccsen debütált új csapatában. Négy nappal később, a Calrisle United ellen is pályára lépett, ahol lábközépcsonttörést szenvedett, így csak 2007. október 22-én, a Tottenham ellen mutatkozhatott be a Premier League-ben a United színeiben. Az első Sunderland elleni rangadóján egy becsúszásnál veszélyesen magasra emelte a lábát, másnap a News of the World című lap címlapon követelte, hogy tiltsák el. Az Angol labdarúgó-szövetség tehetetlen volt, mivel a mérkőzés játékvezetője, Martin Atkinson látta az esetet. A Nemzetközi Labdarúgó-szövetség szabályai szerint csak akkor lehet valakit videófelvételek alapján büntetni, ha a játékvezető nem vette észre a szabálytalanságot. Decemberben egy nyilatkozatában arra kérte a Newcastle szurkolóit, hogy legyenek türelmesebben a csapattal szemben, és ne bántsák Sam Allardyce-t. Érdekes módon később tagadta, hogy ilyesmit mondott volna. 2008. május 20-án hat hónapos börtönbüntetésre ítélték, mert súlyosan bántalmazott egy férfit Liverpoolban. Unokahúgát, Nadine-t és öccsét, Andrew-t szintén bűnösnek találták, ők felfüggesztett szabadságvesztést kaptak.

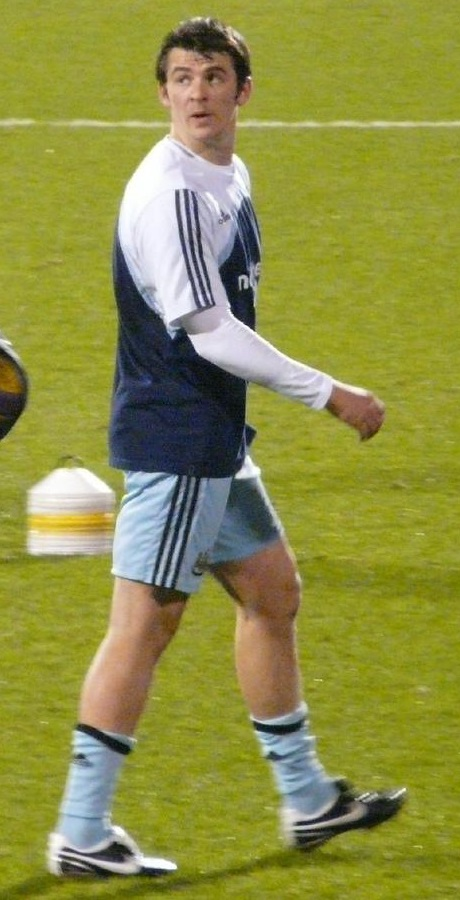
Barton a Newcastle edzésén

Bartont július 28-án jó magaviselet miatt szabadon engedték, augusztus 30-án, egy Arsenal elleni bajnokin térhetett vissza, csereként. Beállása után a londoni szurkolók állandóan kifütyülték, ha hozzá került a labda. Ismét ellentmondásos helyzetbe került, nagyon keményen – de szabályosan – odalépett Samir Nasrinak, aki nem sokkal később megtorlásképp buktatta, amiért sárga lapot kapott. A találkozó után a Newcastle akkori mestere, Kevin Keegan szóváltásba keveredett Nasrival és az Arsenal csapatkapitányával, William Gallasszal. Hat nappal később az Angol labdarúgó-szövetség behívta és meghallgatta a liverpooli incidenssel kapcsolatban és az Ousmane Dabóval való 2004-es összetűzését is újratárgyalták. Hat-hat meccses letöltendő, illetve felfüggesztett eltiltást kapott, utóbbit csak akkor kellett volna letöltenie, ha a közeljövőben kifogásolhatóan viselkedett volna a pályán.
Miután lejárt a büntetése, azt mondta, szeretne megváltozni, és balhés játékosból példaképpé válni. Október 25-én, egy Sunderland elleni rangadón tért vissza a pályára. A piros-fehérek szurkolói végig próbálták kihozni a sodrából, a bemelegítés során petárdákkal is megdobálták. A Newcastle 2-1-es vereséget szenvedett. A következő meccsen Barton értékesített egy büntetőt, ezzel győzelemhez segítve csapatát és kiemelve őket a kieső zónából. Egy Aston Villa elleni találkozón kis híján életbe lépett felfüggesztett eltiltása, mivel azzal vádolták, hogy megütötte Gabriel Agbonlahort. Az FA kivizsgálta az esetet és ártatlannak találták a játékost. Ezután viszont többen azt állították, hogy rasszista megjegyzéseket tett a színes bőrű csatárra, így az FA ismét elővette az ügyet, még profi szájról olvasókat is bevetettek, de ezúttal is ejtették a vádakat. 2008. november 15-én, egy Wigan Athletic elleni 2-2-es bajnokin Lee Cattermole szerelési kísérlete nyomán olyan komolyan megsérült, hogy három hónapig nem játszhatott.
2009. május 3-án, a Liverpool ellen tért vissza. A 3-0-s vereséggel záruló meccs hajrájában kiállították Xabi Alonso megrúgása miatt. Ez azt jelentette, hogy nem játszhatott a kiesés ellen küzdő Newcastle utolsó három bajnokiján. A csapat menedzsere, Alan Shearer egyáltalán nem örült a dolognak és végül csúnya szóváltásba keveredett a játékossal az öltözőben. Miután Shearer kritizálta Barton teljesítményét, ő trágár stílusban vágott vissza, megkérdőjelezve az edző képességeit és taktikáit. Mikor a másodedző, Iain Dowie is beavatkozott, Bartonnak hozzá is volt néhány keresetlen szava. A történtek után United határozatlan időre eltiltotta a játékost, arra kérvén őt, hogy még csak a klub közelébe se menjen. Időközben a fekete-fehérek kiestek a Premier League-ből, így egyre valószínűbbnek tűnt, hogy Barton el fogja hagyni a csapatot. A hírek szerint a Sam Allardyce vezette Blackburn Rovers szívesen le is igazolta volna, de ő maradni akart. Tanácsadója szerint szeretett volna továbbra is Alan Shearer kezei alatt dolgozni, és úgy érezte, tartozik a szurkolóknak és az egész klubnak.
A következő szezont valóban a Newcastle Unitednél kezdte meg és azóta a botrányok is elkerülték. Egy Plymouth Argyle ellen 3-1-re megnyert mérkőzésen megsérült, mikor 2010 áprilisában visszatérhetett, egy számára eddig idegen poszton, balszélsőként kellett helyt állnia, mivel a középpálya közepén Danny Guthrie és Kevin Nolan alapemberré vált. A Newcastle végül bajnokként jutott vissza az élvonalba. A 2010/11-es idényt alapemberként kezdte, a második meccsen egy látványos gólt is szerzett, melyet csapata 6-0-ra megnyert az Aston Villa ellen. A Wolverhampton Wanderers elleni mérkőzés után több dicséretet is kapott, amiért nem hagyta magát provokálni. Egy héttel később gyermekkori csapata, az Everton ellen s pályára lépett a Goodison Parkban és remek játékával 1-0-s győzelemhez segítette a Szarkákat.

## Válogatottbeli szereplése
Barton kétszer lépett pályára az angol U21-es válogatottban, egy Macedónia, illetve egy Portugália elleni Európa-bajnoki selejtezőn.
A felnőtt válogatottba 2007. február 2-án, egy Spanyolország elleni barátságos meccsre kapra meg első és máig egyetlen behívóját. Sokan megkérdőjelezték a helyét a csapatban, mivel a 2006-os vb után élesen kritizálta azokat a válogatott játékosokat, akik önéletrajzi könyvet adtak ki. Végül a február 7-én rendezett mérkőzés 78. percében lépett pályára, Frank Lampardot váltva. Azóta egyszer sem lépett pályára a válogatottban.

## Játékstílusa
Pályafutása elején Barton meglehetősen védekező felfogású játékos volt, leginkább a labdaszerzésre koncentrált és gyakran ment egészen hátra, hogy segítse a védelem munkáját. Később egyre nagyobb hangsúlyt fektetett a támadásokba való bekapcsolódása is, aminek köszönhetően egyre több gólt szerzett és több gólpasszt adott. A 2006/07-es szezonban ő volt a Manchester City házi gólkirálya, a csatárokat is maga mögé utasítva.
Bartonnal kapcsolatban gyakran megemlítik nagy munkabírását és remek szereléseit, melyekkel sokszor akadályozza meg az ellenfelet veszélyes helyzet kialakításában. Sokszor kap dicséretet pontos passzai miatt, főleg azóta, hogy a 2005/06-os idényben a távoli ívelésékről "átállt" a rövid átadásokra. Azóta sokkal gyakrabban ad gólpasszt is.
Barton többek között kemény szereléseiről is ismert, bár a 2004/05-ös szezonban ő volt a Premier League tizedik legjobb labdaszerzője, sokszor fújnak szabálytalanságot ellene. A Manchester Citynél töltött ideje alatt 39 sárga és három piros lapot kapott.

## Botrányai
A játékos eddigi pályafutását több botrány is beárnyékolta, többször is bíróság elé kellett állnia különböző vádakkal. 2008. május 28-án féléves börtönbüntetésre ítélték, amiért unokatestvérével és egyik öccsével megvert egy férfit egy gyorsétterem előtt Liverpool központjában. Végül 77 napot töltött börtönben, mielőtt 2008. július 28-án jó magaviselet miatt szabadon engedték volna. Korábban, a Manchester City egyik edzésén úgy megütötte Ousmane Dabót, hogy az elájult. Az Angol labdarúgó-szövetség és a játékos feljelentette a történtek után, a bíróságon végül négy hónap felfüggesztett szabadságvesztésre ítélték. Emiatt az eset miatt kellett távoznia a manchesteri klubtól. 2004-ben szintén botrányba keveredett egy karácsonyi ünnepségen, amikor égő cigarettát nyomott egy fiatal játékostársa, Jamie Tandy szemébe. Tandy látása teljesen meggyógyult, de egy maradandó sebhely örökké emlékeztetni fogja az esetre. Egyesek szerint Barton sokkal többször bekerülhetett volna már az angol válogatottba, és komolyabb sikereket is elérhetett volna, ha nem lennének viselkedési problémái.

## Pályafutása statisztikái

### Klubcsapataiban
2010. október 3. szerint
| Idény            | Klub             | Bajnokság        | Bajnokság | Bajnokság | FA Kupa | FA Kupa | Ligakupa | Ligakupa | Európa | Európa | Összesen | Összesen |
| Idény            | Klub             | Bajnokság        | Mérk.     | Gól       | Mérk.   | Gól     | Mérk     | Gól      | Mérk.  | Gól    | Mérk.    | Gól      |
| ---------------- | ---------------- | ---------------- | --------- | --------- | ------- | ------- | -------- | -------- | ------ | ------ | -------- | -------- |
| 2002–03          | Manchester City  | Premier League   | 7         | 1         | 0       | 0       | 0        | 0        | 0      | 0      | 7        | 1        |
| 2003–04          | Manchester City  | Premier League   | 28        | 1         | 4       | 0       | 2        | 0        | 5      | 0      | 39       | 1        |
| 2004–05          | Manchester City  | Premier League   | 31        | 1         | 1       | 0       | 1        | 1        | 0      | 0      | 33       | 2        |
| 2005–06          | Manchester City  | Premier League   | 31        | 6         | 5       | 0       | 0        | 0        | 0      | 0      | 36       | 6        |
| 2006–07          | Manchester City  | Premier League   | 33        | 6         | 4       | 1       | 1        | 0        | 0      | 0      | 38       | 7        |
| Klub összesen    | Klub összesen    | Klub összesen    | 130       | 15        | 14      | 1       | 4        | 1        | 5      | 0      | 153      | 17       |
| 2007–08          | Newcastle United | Premier League   | 23        | 1         | 0       | 0       | 0        | 0        | 0      | 0      | 23       | 1        |
| 2008–09          | Newcastle United | Premier League   | 9         | 1         | 0       | 0       | 0        | 0        | 0      | 0      | 9        | 1        |
| 2009–10          | Newcastle United | Championship     | 15        | 1         | 0       | 0       | 0        | 0        | 0      | 0      | 15       | 1        |
| 2010–11          | Newcastle United | Premier League   | 7         | 1         | 0       | 0       | 1        | 0        | 0      | 0      | 8        | 1        |
| Klub összesen    | Klub összesen    | Klub összesen    | 54        | 4         | 0       | 0       | 1        | 0        | 0      | 0      | 55       | 4        |
| Karrier összesen | Karrier összesen | Karrier összesen | 184       | 19        | 14      | 1       | 5        | 1        | 5      | 0      | 208      | 21       |

### Az angol válogatottban
| Válogatott | Év       | Mérk. | Gól |
| ---------- | -------- | ----- | --- |
| Anglia     | 2007     | 1     | 0   |
| Összesen   | Összesen | 1     | 0   |

## Magánélete
Barton féltestvérét, Michael Bartont 2005-ben életfogytiglani börtönbüntetésre ítélték egy rasszista indíttatású gyilkosságban való részvétel miatt. Jó magaviselet esetén is legkorábban 2022-ben helyezhető szabadlábra. Joey nyilatkozataiban többször is kiállt Michael mellett és megpróbált minél több segítséget nyújtani neki a nyomozás során.
Barton a Thomas Gulvin Fund nagykövete, ez a jótékonysági szervezet olyan szenvedélybetegeken próbál segíteni, akiknek nincs pénzük kezelésre. Tony Adams nevezte ki erre a posztra, miután látta rajta az igyekezetet, amikor egy hetet eltöltött a Sporting Chance klinika dühkezelő tanfolyamán. Emellett a "Get Hooked for Fishing" mozgalomnak is tagja, mely azzal próbálja a különböző veszélyektől távol tartani a gyerekeket, hogy horgászni viszi őket. 2007-ben több más hírességgel együtt részt vett egy jótékonysági krikettmeccsen, melynek bevételét egy manchesteri gyermekkórház felépítésére ajánlották fel.
Több híres emberrel is jó barátságot ápol, a legközelebb talán az ökölvívó Ricky Hatton áll hozzá, többször edzettek is már együtt. Az Oasis egyik tagjával, Noel Gallagherrel is barátok, egy ideig pedig találkozgatott Amanda Harringtonnal, egy ismert angol modellel. Folyamatos botrányai után beismerte, hogy alkoholproblémákkal küzd és szeretne leszokni, hogy ne állandóan verekedései miatt kerüljön az újságok címlapjára.

## Sikerei, díjai
Newcastle United
- Az angol másodosztály bajnoka: 2009/10

Burnley FC
- Championship:
  - bajnok: 2015-16

## Önéletírása magyarul
- Joey Barton: Semmi duma. Az angol foci utolsó fenegyereke; ford. Beke Ádám; Cser, Bp., 2018